# Висвітлення ЗМІ проросійських виступів в Україні (2014)
У міру того, як після Євромайдану та Української революції в Україні зростали проросійські виступи, як російські, так і західні ЗМІ звинувачували у пропаганді та веденні інформаційної війни під час висвітлення подій. Українські, західні та російські ЗМІ створювали інформаційні картини, які часто, здавалося, були абсолютно різні.

## Висвітлення подій російськими ЗМІ
Російські ЗМІ послідовно зображували кризу в Україні як результат підбурювання з боку українського уряду. Уряд Арсенія Яценюка називався «фашистським» і «нелегітимним», стверджувалося, що він дозволив в Україні повну анархію. Уряд також часто називався «бандерівською хунтою» — на честь українського націоналіста Степана Бандери. Російські джерела стверджували, що Євромайдан контролювався «ультранаціоналістичними», «фашистськими», «неонацистськими» та «антисемітськими» групами, такими як Правий сектор, і що революція була «насильницьким переворотом», який повалив обраний уряд. У той же час вони звинувачували активістів у єврейському та ЛГБТ-ському порядку денному.
Український уряд звинувачувався російськими ЗМІ у проведенні «погромів» проти російськомовного населення в східній і південній Україні. Ці «погроми», як стверджувалося, були спрямовані на церкви та синагоги, хоча місцеві єврейські громади заперечували, що будь-які «погроми» мали місце. «Росія-1» та РИА Новости стверджували, що ці «погроми» та «анархія» призвели до «гуманітарної кризи» в Україні, і прогнозували наплив біженців.
Ці заяви про насильство і придушення російськомовного населення в Україні були використані як виправдання для російської військової інтервенції в Криму. Російські ЗМІ стверджували, що західні ЗМІ ігнорували очевидне «насильство», і що демонстранти в Криму протестували за демократичні права. У зв'язку з цим російські джерела послідовно називали проросійські виступи «Російською весною», за аналогією з такими продемократичними рухами, як Празька весна і Арабська весна.
Антиурядові групи у східній та південній Україні послідовно характеризувалися як «місцеві жителі, що мужньо борються за свої права», як «сили самооборони», як «прихильники федералізації». На державному телеканалі «Росія-1» стверджувалось, що «Київ погрожує жителям Донецької області психологічними атаками з повітря», а «над Слов'янськом та Краматорськом періодично загрозливо кружляють військові вертольоти і літаки».
Крім того, українська армія, яка йшла у наступ проти бойовиків у Донецькій області, постійно зображувалася як «дезорганізована» й та, що має «низький моральний дух». Телеканал НТВ, що належить російській державній нафтовій компанії «Газпром», повідомляв, що «українські війська відмовилися виконувати накази своїх командирів і встали на сторону проросійського ополчення».

### Критика
Висвітлення проросійських виступів в Україні російськими ЗМІ критикувалося з боку азійських, європейських, українських та північноамериканських ЗМІ і урядів. Російські репортажі часто описувалися як «пропаганда» та ті, що «наповнені упущеннями та неточностями». «Нью-Йорк Таймс» називав діяльність російських ЗМІ «кампанією дезінформації» з боку російського уряду. Деякі російські автори, в тому числі Марія Альохіна з Pussy Riot та Макс Скібінський, також критикували роботу російських ЗМІ.
Західні та українські ЗМІ багато разів звинувачували російські у маніпуляціях з використанням зображень і відео. Відео з довгою чергою автомобілів, зняте на польсько-українському кордоні, було представлено у російських новинах як кадри біженців, які намагалися покинути країну через російський кордон. У травні 2014 року російське телебачення використало кадри конфлікту в російському регіоні Кабардино-Балкарія 2012 року в репортажі про нібито українське насильство проти росіян; телеканал назвав це «випадковою помилкою» після того, як український сайт InfoResist.org знайшов відповідний новинний репортаж 2012 року. Російські ЗМІ також представляли кадри з воєнних конфліктів в Грузії, Південній Осетії і Сирії як кадри з України. Ще один український сайт, StopFake.org, встановив, що російське телебачення представило кадри з Криму як насильство в Києві; видання «Телекритика» заявило, що аналіз відеозапису перестрілки в Криму вказує на те, що вона була інсценована .
Російські новинні агентства багато разів піддавалися критиці за необґрунтовані повідомлення про звірства. У червні 2014 року LifeNews показав в ефірі кадри, які, за твердженням телеканалу, були свідченням того, що українські сили використовували фосфорні боєприпаси для обстрілу села Семенівка недалеко від Слов'янську. Аналітики «Г'юман Райтс Вотч» спростували це звинувачення, заявивши, що кадри свідчать про те, що фосфорні боєприпаси або запальна зброя не використовувалися. Інші російські новинні організації показували в ефірі кадри з використанням білого фосфору в Іраку для доказу своїх звинувачень на адресу України. У липні 2014 року російський Перший канал заявив, що українські солдати розіп'яли трирічного хлопчика на площі Леніна в Слов'янську, хоча в Слов'янську немає такої площі і єдиний свідок цього злодіяння збрехала, що вона була біженцем з міста. Колишній головний редактор Lenta.ru Галина Тимченко заявила: «Це кричуще порушення професійної етики. Не тільки не існує ніяких доказів — це навіть не піддається сумніву». Як писала авторка Газета.Ru Катерина Болотовська, російські ЗМІ створювали «апокаліптичний» імідж України. «Міжнародна амністія» заявила в липні 2014 року, що більшість злочинів були скоєні сепаратистами.
Особлива суперечка спалахнула через англомовний телеканал Russia Today, який належить російському уряду. Його називали «пропагандистською рукою Кремля». Ведуча каналу, Ліз Уол, заявила про відставку в прямому ефірі, сказавши, що вона не згодна з «відбілюванням» телеканалом дій російського уряду під час Кримської кризи. Деякі російські ЗМІ звинувачувалися у використанні тактики whataboutism для виправдання дій Росії в Україні. Звільнення Галини Тимченко, головного редактора російського інтернет-видання Lenta.ru, після того, як воно опублікувало інтерв'ю з одним із лідерів Правого сектору Андрієм Тарасенком, було названо західними ЗМІ проявом цензури.
Після збиття Боїнга 777 біля Донецька індонезійське видання Business Insider назвало висвітлення інциденту телеканалом Russia Today «смішним» і «єдиним способом, який там знають: звинувачувати всіх крім російського уряду». Даніель Дрезнер заявляв, що висвітлення катастрофи російськими ЗМІ було «мішком теорій змови», і припускав, що Путін може потрапити в пастку націоналістичної риторики, створеної у зв'язку з інцидентом. Крім того, репортер Russia Today Сара Ферт подала у відставку на знак протесту проти висвітлення інциденту з літаком на телеканалі, яке вона назвала дуже тенденційним. Агенція «Ассошіейтед прес» писала, що теорії, представлені російськими мовниками та газетами, «дуже відрізняються за змістом», але «всі вказують пальцем на Україну» та «ніхто не допускає можливості, що Росія може нести відповідальність».

## Висвітлення подій західними та українськими ЗМІ

### Західні ЗМІ
У західних ЗМІ Євромайдан зображувався як демократичний протестний рух, що на законних підставах усунув колишнього українського президента Віктора Януковича від влади. Самого Януковича часто описували як «корумпованого», ЗМІ приділяли багато уваги багатству, яке він накопичив, знаходячись при владі. Наявність ультраправих груп на Євромайдані визнавалась, але вони вважалися невеликою часткою загального руху. Новий уряд називався законним і активно підтримувався західними урядами і коментаторами у ЗМІ.
Президент Росії Володимир Путін у більшості західних ЗМІ зображувався негативно. Його називали «жорстоким» та «самодержцем», часто згадувалась його попередня робота у радянському КДБ, багато видань казали про початок «нової холодної війни». Неодноразово робилися порівняння між російською анексією Криму та анексією різних німецькомовних земель Адольфом Гітлером, таких як Австрія і Судети. Збігнєв Бжезінський, колишній радник президента США з національної безпеки, заявив: «Ми повинні донести до росіян наше занепокоєння тим, що ці слова, сказані Путіним, жахливо нагадують те, що Гітлер говорив про Австрію до аншлюсу».
Західні ЗМІ зазвичай називали збройні антиурядові і проросійські групи в Україні «повстанцями» (rebels) або «сепаратистами» (separatists), рідше «заколотниками» (insurgents), «бойовиками» (militants) і рідко «терористами» (terrorists). Кейсі Майкл з The Moscow Times ставив під сумнів доцільність використання терміна «українські повстанці» для опису збройних проросійських груп, заявивши, що їх керівництво і багато бійців були «немісцевими і узурпаторами, людьми або корисливих, або імперських мотивів».
Референдум по Кримській незалежності називався «незаконним», «недемократичним» та проведеним «під дулом автоматів». Багато західних джерел стверджували, що антиурядові групи були насправді російськими спецслужбами інкогніто, також відомими як «зелені чоловічки», і що виступи були навмисне розпалені владою Росії. Канадська газета The Globe and Mail звинуватила Росію в «продукуванні хаосу в Україні» і описала цей хаос як той, що «зроблено в Москві» .
Деякі журналісти західних газет робили твердження, аналогічні російським ЗМІ. Джон Пілджер заявив у газеті «Гардіан» у травні 2014 року, що київський уряд є «режимом», що складається з «неонацистів», що Україна «роздирається фашистськими силами, випущеними США і ЄС», що Сполучені Штати «організували напад на етнічних росіян в Україні», і що Путін був «єдиним лідером, який засудив підйом фашизму в 21-м столітті в Європі» .

### Українські ЗМІ
Українські ЗМІ заявляли, що заворушення в Україні спродуковані Росією. Українські ЗМІ послідовно звинувачували Росію в провокаціях і контролі над антиурядовими групами. Анексія Криму розглядалася як повністю нелегітимна і незаконна.
Антиурядові групи у східній та південній Україні називалися українським урядом та ЗМІ «терористами», «сепаратистами» і «бандитами». Термін «колорадський жук» використовувався як принизливе слово для проросійських демонстрантів і бойовиків через використання ними георгіївських стрічок. Влада почала «антитерористичну операцію» для розгрому бойовиків в самопроголошеній Донецькій народній республіці, а Петро Порошенко, будучи кандидатом у президенти, заявляв про «нульову терпимість до терористів».

### Критика
Висвітлення західними та українськими ЗМІ заворушень в Україні критикувалося російською владою та ЗМІ як «відбілювання» та «істерія». Російська критика часто використовувала твердження, що західні ЗМІ ігнорували вплив правих націоналістичних груп, таких як Правий сектор, і право на самовизначення представників східної та південної України, що західні ЗМІ зображували Євромайдан «мирним» і що західні ЗМІ не розуміли, ніби «корумпований» колишній президент Віктор Янукович був «не гірше», ніж багато хто з лідерів опозиції, в тому числі дуже багата Юлія Тимошенко. «Демонізація» Володимира Путіна називалася «несправедливою» та спробою Заходу зміцнити свій «послаблений вплив».